# 伊萬基夫齊 (新烏希齊亞區)
48°42′54″N 27°15′22″E / 48.71500°N 27.25611°E
伊萬基夫齊（烏克蘭語：Іванківці），是烏克蘭西部的村莊，隸屬赫梅利尼茨基州的卡緬涅茨-波多利斯基區。該村始建於1443年，面積1.58平方公里，海拔高度238米，2001年人口365，人口密度每平方公里231人。